# Der Abend (Österreich)
Der Abend war eine österreichische Tageszeitung.
Der Abend wurde 1915, während des Ersten Weltkrieges in Wien von Carl Colbert gegründet. Sie sollte ursprünglich die Montagszeitung „Der Morgen“ ergänzen, entwickelte sich jedoch bald von einem linksliberalen Blatt zu einem pazifistisch-sozialistischen. 
Der Ton wurde nach 1918 zunehmend polemisch und aggressiv und spiegelte das Gedankengut der Sozialdemokratie und des Kommunismus wider. Zahlreiche Artikel betrieben Enthüllungsjournalismus und sind aus dieser Sicht bis heute (wirtschafts)historisch interessant, ein Beispiel ist etwa der Beitrag über die Krise der Centralbank der deutschen Sparkassen vom 30. Juni 1926 und in der Folge die Artikelserie über den Postsparkassenskandal im Herbst 1926. Auch die im Oktober 1929 aufgebrochene Krise der Bodencreditanstalt wurde im „Abend“ früh thematisiert.
Der Abend wurde am 16. Februar 1934, unmittelbar nach Ende des Februaraufstandes eingestellt. Von 1934 bis März 1938 erschien der Nachfolger Telegraph. Nach der Befreiung 1945 wurde der aus dem mexikanischen Exil zurückgekehrte Bruno Frei beauftragt eine neue Tageszeitung zu gründen. Er nannte sie Der Abend. Sie galt als KP-nah und erschien von 1948 bis 1957.

## Journalisten
- Carl Colbert
- Else Feldmann
- Bruno Frei
- Ernst Wimmer